# 新阿姆夫羅西伊夫斯凱
新阿姆夫羅西伊夫斯凱（烏克蘭語：Новоамвросіївське），是烏克蘭東部頓涅茨克州顿涅茨克区阿姆夫罗西伊夫卡市镇内的市級鎮。始建於十九世紀，海拔高度152米，2011年該市級鎮人口2,254。